# Prapłetwiec brunatny
Prapłetwiec brunatny, prapłetwiec, skrzelec (Protopterus annectens) – gatunek ryby mięśniopłetwej z rodziny prapłetwcowatych (Protopteridae). Hodowana w akwariach publicznych.

## Cechy charakterystyczne
Charakteryzuje się wydłużonym ciałem pokrytym łuską cykloidalną. Płetwy wiotkie, nie mają promieni. Długość ciała do 100 cm, masa do 4 kg. Żyje w rozlewiskach rzecznych środkowej Afryki. Porę suchą spędza w wydrążonej przez siebie pionowej norze, na końcu której wytwarza ochronny kokon z zaschniętego śluzu. W stanie estywacji może pozostawać kilka lat. 
Gatunek pokrewny, prapłetwiec abisyński (Protopterus aethiopicus), osiąga długość 2 metrów.

## Podgatunki
Wyróżniane są dwa podgatunki:
- Protopterus annectens annectens
- Protopterus annectens brieni